# Уилл (индеец)
Уилл (Will) (родился, скорее всего, в 1650-х-1660-х гг.) — индеец народности мискито, жившей на территории нынешних Гондураса и Никарагуа. Известен тем, что провёл на необитаемом острове Робинзон-Крузо, самом большом из архипелага Хуан-Фернандес, более трёх лет. Не исключено, что он был прототипом Пятницы, знаменитого вымышленного персонажа, созданного Даниэлем Дефо в романе «Робинзон Крузо». На этом же острове позднее провёл четыре года Александр Селькирк, прототип главного героя в этом же романе.

## На английской службе
Как и другие мискито, Уилл сражался с испанцами, и потому хорошо относился к английским пиратам, или каперам. В 1680 году он вместе с несколькими другими мискито поднялся на борт английского судна под командованием Джона Уотлинга. Англичане давали индейцам имена, и его назвали Уилл.
В конце 1680 г. англичане решили пополнить свои запасы на самом крупном из необитаемых островов Хуан-Фернандес. 1 января 1681 г., когда Уилл охотился на коз вдали от берега, его товарищи, завидев врага (испанцев) на горизонте, спешно отбыли без него.

## Жизнь изгнанника
Согласно книге Уильяма Дампира «Новое путешествие вокруг света», у Уилла были «Ружье и Нож, и небольшой Рожок Пороху, и несколько Зарядов; потратив кои, он измыслил способ, надрезая Ножом, распилить Дуло своего Ружья на мелкие Куски, чем он сделал Гарпуны, Дротики, Крючки и длинный Нож; нагревая куски сначала на огне, который он зажигал от Ружейного Кремня и куска Дула своего Ружья, который он закалил; научившись этому среди англичан». Сначала Уилл убивал и ел тюленей, но потом он убивал их «только чтобы сделать [рыболовные] Лини, нарезая их Шкуры на Ремни».
Согласно рассказу Дампира, единственному оригинальному источнику информации об Уилле, того много раз видели высаживающиеся на остров испанцы, но ни разу не могли его поймать. Уилл был спасён 22 марта 1684 г. английским отрядом под командованием Дампира (того самого, во флотилии которого через 20 лет будет плыть Александр Селькирк, высаженный на этом же острове). Как только спасатели его нашли, он немедленно убил трёх коз и приготовил их в английском стиле, с капустой.

## Связь с Робинзоном Крузо
Одним из первых, кто связал историю Уилла у Дампира с Робинзоном Крузо, был Томас Роско в своем аннотированном издании текста Дефо 1831-го г.